# Mouvement Deluxe
Mouvement Deluxe est une websérie humoristique d'animation en stop-motion réalisée par Mathieu Handfield et produite par SPORT.. Initialement diffusée sur YouTube, la série est programmée par Teletoon La Nuit de 2016 à 2019.

## Synopsis
Mouvement Deluxe est une série d’animation à sketchs pour adultes et adolescents, dont l’humour repose principalement sur l’absurdité et sur la rapidité du montage. Les épisodes sont composés d’une série de très courtes capsules qui sont assemblées, dans un rythme effréné, pour former des épisodes de deux à neuf minutes. Ces épisodes sont complétés par 76 sketchs « indépendants » qui sont diffusés séparément entre les épisodes. 
Deux méthodes d’animation, le stop motion et le dessin animé, sont utilisées pour donner vie aux personnages.

## Distribution
- Catherine Brunet : Sally et Marie-Cute
- Jean-Philippe Baril-Guérard : Willy Toasté
- Pierre-Yves Cardinal : Neil McNeil, Grand-père gaspésien, le réalisateur
- Patrick Evans : Robert "Bobby" Stepanovich Botché
- Guy Nadon : Monsieur Collaway
- Didier Lucien : Keven
- Martin Watier : Kevin
- Xavier Dolan : La Pénis[5]
- Joël Legendre : l'homme-poney
- Guylaine Tremblay : Geoffroy

## Fiche technique
L'équipe de production de la websérie est composée des membres suivants :
- Réalisateur : Mathieu Handfield
- Productrice : Johannie Deschambault
- Direction photo : Maurice Vadeboncoeur
- Décors : Clélia Brissaud et Alexandre Paquet
- Marionnettes : Marie-Pier Fortier
- Montage : Jules Saulnier
- Conception sonore : Studio O-Son
- Animation : Bjorn Feldmann et Sardines Productions Inc
- Musique : Alaclair Ensemble (thème d'ouverture) et Medhat Hanbali

## Distinctions

### Récompenses
- Gagnant du Prix au Gala Les Olivier 2019 dans la catégorie Texte de l'année : Série télé ou web humoristique[7]
- Gagnant du Prix au Gala Les Olivier 2019 dans la catégorie Série web humoristique de l'année[8]
- Gagnant du Prix de la meilleure série d’animation au London Short Series (novembre 2019)[9]
- Gagnant du Prix de la meilleure série web au Melbourne WebFest - Catégorie Animation (juillet 2017)[10]
- Gagnant du Prix Numix de la meilleure série web - Humour et variété (mai 2017)[11]
- Gagnant du Prix Gémeaux 2016 de la Meilleure interprétation pour une émission ou série originale produite pour les médias numériques – jeunesse : Catherine Brunet[12]